# Авіаносці типу «Сентор»
Авіаносці типу «Сентор» (англ. Centaur-class) — серія британських авіаносців.

## Історія створення
Проектування авіаносців типу «Сентор» розпочалось у 1942 році. Конструктивно вони були збільшеним та більш швидкісним варіантом авіаносців типу «Колоссус», який міг нести важчі літаки (до 13 т.).
Авіаносці типу «Сентор» займали проміжне положення між важкими та легкими авіаносцями. Офіційно вони класифікувались як «Проміжні флотські авіаносці» (англ. Intermediate Fleet Carrirs).
Всього було замовлено 8 кораблів даного типу. Будівництво авіаносців розпочалось у 1944 році. Але у жовтні 1945 року будівництво 4 кораблів було скасоване.
Після закінчення Другої світової війни Адміралтейство вирішило продати 4 закладені кораблі на злам, ще до їх спуску на воду. Але оскільки авіаносці, які на той момент перебували у строю, не могли без модернізації нести нові реактивні літаки, то робота над авіаносцями типу «Сентор» була продовжена.

## Конструкція

### Корпус
Архітектура та компонування авіаносців типу «Сентор» була подібною до авіаносців типу «Колоссус». Кораблі мали одноярусний ангар висотою 5,33 м та два літакопідйомники розмірами 16,5×13,4 м вантажопідйомністю 15,9 т.
В ході будівництва внесли значні зміни. Всі кораблі отримали кутові польотні палуби (перші 3 кораблі з кутом відхилення 5,5°, «Гермес» — з кутом відхилення 8,5° від діаметральної площини корабля). В носовій частині кораблів встановили гідравлічні катапульти BH-V, після модернізації у 1956 році їх замінили на парові катапульти BS-04. На «Гермесі», який вступив у стрій пізніше, з самого початку були встановлені катапульти BS-04.
Порівняно з «Колоссусами» значно посилився захист кораблів. Авіаносці отримали бронювання, їх корпуси більш ретельно були розділені на відсіки. Товщина польотної палуби становила 19 мм, погребів боєзапасу — 50 мм, машинного відділення — 25 мм. Але система протиторпедного захисту була слабкою я складалась лише з паливних цистерн, розташованих всередині корпусу.

### Зенітне озброєння
Початково на кораблях було встановлено 32 40-мм гармат «Бофорс» — дві 6-ствольні, 8 спарених та 4 одиночних. Під час модернізацій кількість зенітних автоматів поступово зменшувалась.
На «Гермесі» початково було встановлено лише 7 спарених зенітних автоматів. Під час реконструкції 1964—1966 років їх замінили на ЗРК «Sea Cat».

### Радіоелектронне обладнання
Початково радіоелектронне обладнання складалось з радарів типів 982 та 960, радіовистотоміра 983, станції наведення винищувачів 277Q.
«Гермес» вступив у стрій з радарами типу 963 та 293Q та трикоординатним радаром типу 984.
В ході модернізацій склад радіоелектронного обладнання постійно змінювався. Так, станом на 1985 рік на «Гермесі» були встановлені радари 965 та 936, навігаційний радар типу 1006, систему керування вогнем GWS-22.

### Авіагрупа
Початково авіагрупа авіаносців типу «Сентор» складалась з 9 винищувачів-бомбардувальників Hawker Sea Hawk, 9 винищувачів Hawker Sea Fury, 6 літаків протичовнової оборони Grumman TBF Avenger та одного рятувального вертольоту.
Пізніше на авіаносцях базувались сучасніші літаки та вертольоти, зокрема штурмовики Blackburn Buccaneer, винищувачі de Havilland Sea Vixen.
Авіаційний боєзапас відповідно до проекту становив 212,5 т авіабомб, 2000 76-мм некерованих ракетних снарядів, 32 450-мм торпеди, 316 000 20-мм патронів.

## Представники
| Назва                                                                         | Номер | Будівництво        | Закладений           | Спущений на воду    | Вступив у стрій        | Доля                                                          |
| ----------------------------------------------------------------------------- | ----- | ------------------ | -------------------- | ------------------- | ---------------------- | ------------------------------------------------------------- |
| «Сентор» Centaur                                                              | R06   | Harland and Wolff  | 30 травня 1944 року  | 12 квітня 1947 року | 1 вересня 1953 року    | зданий на злам у 1972 році                                    |
| «Альбіон» Albion                                                              | R07   | Swan Hunter        | 22 березня 1944 року | 16 травня 1947 року | 26 травня 1954 року    | зданий на злам у 1973 році                                    |
| «Балвек» Bulwark                                                              | R08   | Harland and Wolff  | 10 травня 1945 року  | 22 червня 1948 року | 4 листопада 1954 року  | зданий на злам у 1984 році                                    |
| «Гермес» Hermes початково «Elephant» Елефант INS Viraat विराट Віраат (Велетень) | R12   | Vickers-Armstrongs | 26 червня 1944 року  | 16 лютого 1953 року | 18 листопада 1959 року | Проданий Індії у 1986 році                                    |
| HMS Hermes                                                                    |       | Cammell Laird      | 21 червня 1944 року  |                     |                        | Будівництво скасоване у жовтні 1945 року, розібраний на метал |
| HMS Arrogant                                                                  |       | Swan Hunter        | 1944 рік             |                     |                        | Будівництво скасоване у жовтні 1945 року, розібраний на метал |
| HMS Monmouth                                                                  |       |                    |                      |                     |                        | Будівництво скасоване у жовтні 1945 року                      |
| HMS Polyphemus                                                                |       |                    |                      |                     |                        | Будівництво скасоване у жовтні 1945 року                      |